# Presidente de la Cámara de los Comunes (Reino Unido)

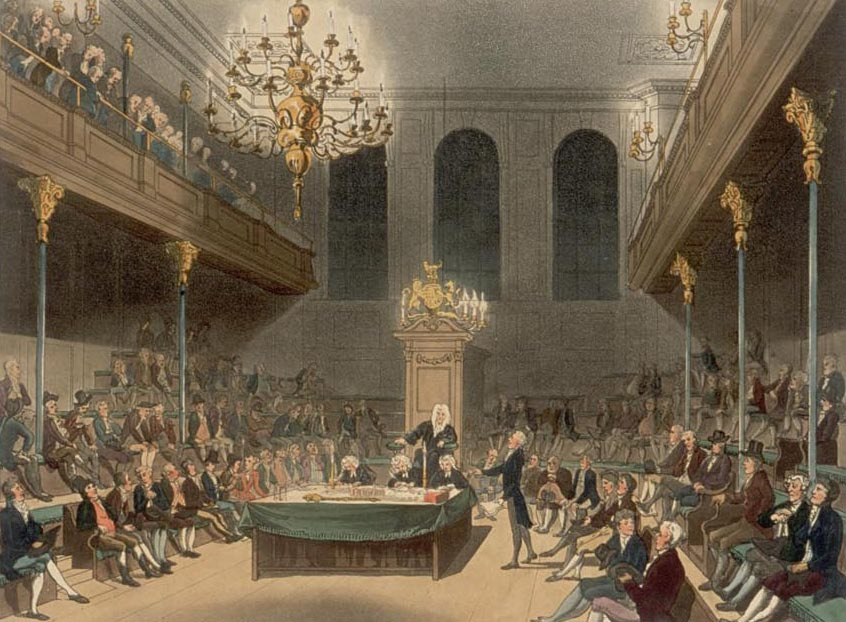
Cámara de los Comunes del parlamento del Reino Unido en el año 1808

El presidente de la Cámara de los Comunes del Reino Unido (en inglés, speaker) es quien preside la cámara legislativa del Parlamento del Reino Unido, situado en el Palacio de Westminster, en la ciudad de Londres. A la persona que ostenta este cargo se le viene conociendo históricamente como el «primer parlamentario» (first commoner) del país. El presidente actual (noviembre de 2019) es sir Lindsay Hoyle, elegido para el cargo tras la renuncia de su predecesor John Bercow. Hoyle fue elegido miembro del parlamento por la circunscripción de Chorley, como parte del Partido Laborista desde 1997, siendo reelecto en las sucesivas elecciones generales. Sirvió como vicepresidente de la Cámara de los Comunes desde 2010 hasta su elección como presidente de la Cámara el 4 de noviembre de 2019.
El presidente se encarga de moderar los debates que tienen lugar en la Cámara de los Comunes, dando la palabra a los distintos parlamentarios. También es el responsable de moderar y mantener el orden durante los mismos, pudiendo sancionar a aquellos miembros que no cumplan con el reglamento de la Cámara. El presidente adopta una postura política neutra en la Cámara, renunciando a toda afiliación política con respecto al partido por el que fue elegido como parlamentario. Aunque, como parlamentario, tiene el derecho a la palabra, por costumbre y neutralidad no toma parte en los debates, excepto para atajar las discusiones que rompen el orden. Aparte de presidir la Cámara, el presidente también ejerce funciones administrativas y de procedimiento, y mantiene su estatus de miembro electo del Parlamento. El presidente, durante su mandato, tiene el derecho, y la obligación, de establecer su residencia en las dependencias de la zona norte del Palacio de Westminster, cerca de la torre-reloj Big Ben.